# Grow
«Grow» — песня суринамского певца и автора песен Жангю Макроя. С данной песней музыкант должен был представлять Нидерланды на конкурсе песни «Евровидение-2020», который в связи с пандемией COVID-19 не состоялся. Песня была выпущена 4 марта 2020 года.

## Предыстория
В песне рассказывается о его личной истории о том, как он стареет и о его стремлении найти себя. Песня была написана Макроем и спродюсирована самим Макроем и Perquisite. Говоря о песне, Макрой сказал: «эмоции, хорошие и плохие, – это универсальный язык. Я надеюсь, что эта песня заставит людей чувствовать себя менее одинокими в своих поисках счастья. Я думаю, что открытость и честность в отношении того, что мы действительно чувствуем, в конечном счёте сблизят нас. Я верю в силу музыки, которая должна объединять людей. Вот почему я делаю то, что делаю». Вместе со своей творческой командой, состоящей из Ханса Паннекука, Марко Дриссена и Perquisite, Макрой будет работать с АВРОРОСОМ, чтобы усовершенствовать своё выступление в Роттердаме.

## Музыкальное видео
Официальный видеоклип на песню, снятый режиссёром Джо Робертсом, был выпущен 4 марта 2020 года.

## Чарты
| Чарт (2020)                 | Высшая позиция |
| --------------------------- | -------------- |
| Нидерланды (Dutch Top 40)   | 30             |
| Нидерланды (Single Top 100) | 48             |

## История релиза
| Регион     | Дата         | Формат                      | Лейбл      | Ист.  |
| ---------- | ------------ | --------------------------- | ---------- | ----- |
| Нидерланды | 4 марта 2020 | Цифровая загрузка, стриминг | Unexpected | [ 5 ] |